# Jean de Florette (film)
Pour les articles homonymes, voir Jean de Florette.
Série
Manon des sources
(1986)
Pour plus de détails, voir Fiche technique et Distribution.
Jean de Florette est un film franco-helvético-italien écrit, produit et réalisé par Claude Berri, sorti en août 1986. Il compose un diptyque avec Manon des sources, qui sort en novembre de la même année.
Il s'agit d'une adaptation du livre de Marcel Pagnol, issu du diptyque romanesque L'Eau des collines (1963), lui-même tiré des films Manon des sources et Ugolin que l'auteur provençal réalise en 1952. Le film réunit trois acteurs en pleine gloire à l'époque : Gérard Depardieu, Daniel Auteuil dans son premier drame et, dans un de ses derniers rôles, Yves Montand. Le film est tourné en même temps que Manon des Sources sur une période de sept mois. Succès commercial et critique, tant au niveau national qu'international, le film reçoit de très nombreuses récompenses, dont le César du meilleur acteur et le BAFTA du meilleur acteur dans un second rôle pour Daniel Auteuil en 1987, ainsi que le BAFTA du meilleur film en 1988. Le succès des deux films promeut la Provence comme destination touristique.
Le film est également diffusé en version longue sous la forme d'un téléfilm en deux parties de 66 minutes les 9 décembre et 16 décembre 1988 sur Antenne 2. La diffusion de la version cinématographique, quant à elle, a lieu le 17 juillet 1990 sur Antenne 2.
Le scénario met en scène le destin d'Ugolin, jeune paysan de retour du service militaire, lequel rêve de faire fortune dans la culture des œillets. Son oncle César Soubeyran, dit « le Papet », est prêt à tout pour que son neveu réussisse. Mais pour cela, les deux hommes doivent faire échouer les projets d'un certain « monsieur Jean », venu s'installer sur la propriété qu'ils convoitent. Ce présumé étranger de la région vient d'emménager avec sa femme Aimée, cantatrice ainsi que sa petite fille Manon, dans cette vieille maison de famille. Motivé, entreprenant et souriant, l'homme de la ville ignore les projets machiavéliques tissés par ses voisins.

## Synopsis

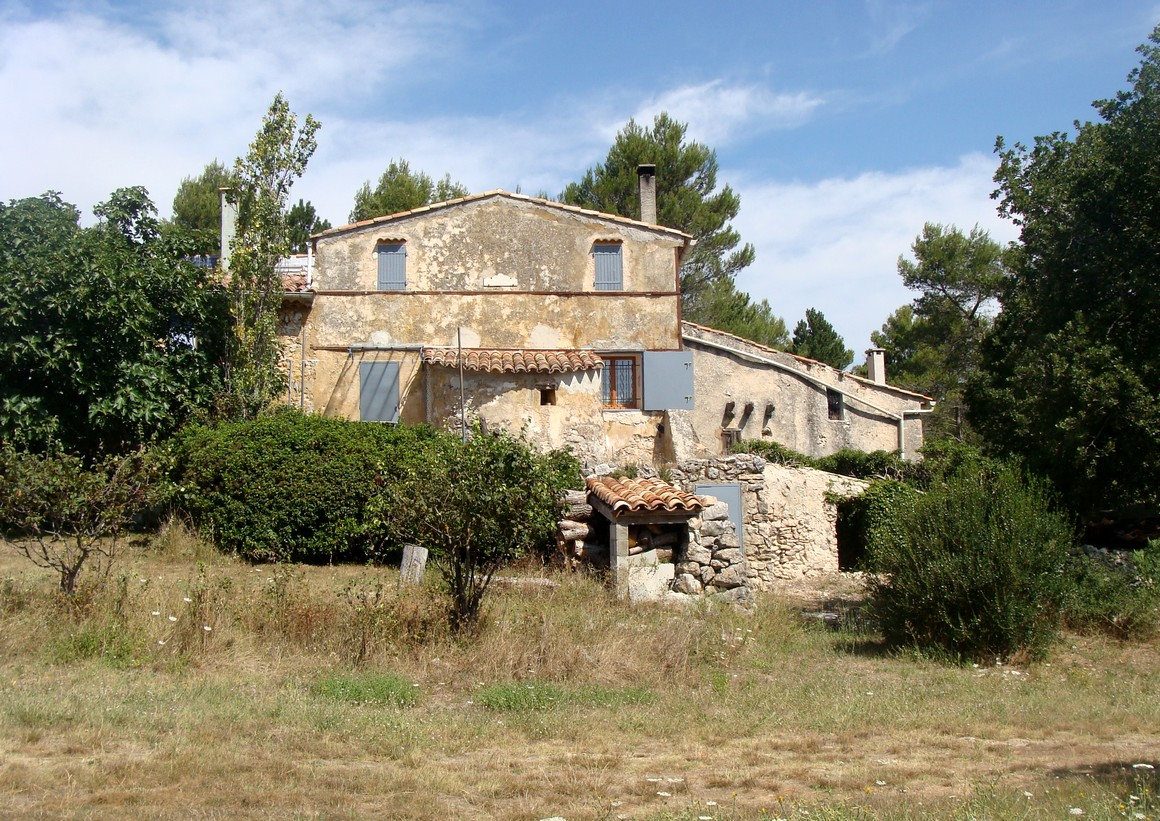
La bastide Châteaurenard, « ferme des Romarins » dans le film, à Riboux (Var), en 2014.

Au milieu des années 1920 dans un petit village fictif de Provence perdu dans la garrigue, Les Bastides Blanches, Ugolin, vêtu d'une cape et d'un béret de chasseur alpin, revient du service militaire. Ce jeune paysan a un objectif : gagner de l'argent en cultivant des œillets. Son oncle, César Soubeyran, dit « le Papet », est un vieux célibataire prêt à tout pour que son neveu réussisse et se marie, afin que se transmette son nom, dont Ugolin est l'unique héritier. L'aboutissement de ces projets nécessite une source sur ses terres, un bien extrêmement précieux. La « ferme des Romarins » conviendrait parfaitement.

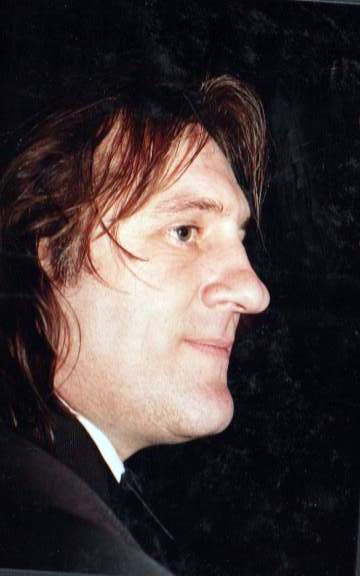
Gérard Depardieu incarne Jean de Florette.

Le Papet propose alors à Marius Camoins, surnommé Pique-Bouffigue, le propriétaire de la ferme, de la lui racheter. Mais la discussion tourne mal et Pique-Bouffigue, projeté à terre par le Papet, meurt en heurtant une pierre avec la tête. Afin d'acheter la ferme et le terrain comprenant la source pour un prix modique, Ugolin et le Papet bouchent la source avec du ciment. Sans eau, les lieux ne valent plus grand-chose. Mais l'héritier de la propriété et de la ferme arrive un jour avec sa femme et sa fille pour s'y installer. Bossu, il s'appelle Jean Cadoret et vient « de la ville » où il a été percepteur. C'est le fils d'une ancienne habitante des Bastides, Florette Camoins, sœur de Pique-Bouffigue, qu'a jadis bien connue le Papet, avant qu'elle ne parte épouser le forgeron du village voisin. Idéaliste, Jean a pour ambition de mener la vie d'un paysan prospère et proche de la nature. Le Papet pousse Ugolin à cultiver l'amitié du nouveau venu pour mieux le faire échouer et manœuvre pour que le village ne révèle pas à Jean de Florette l'existence sur ses terres de la source que les deux ont bouchée.
Après quelques difficultés, Jean de Florette semble réussir dans sa nouvelle vie. Mais la sécheresse et les manigances des deux Soubeyran amènent le bossu à des tentatives désespérées pour trouver une source, indispensable pour cultiver ses terres et pour en vivre. Après avoir mis sa propriété sous hypothèque au bénéfice du Papet, lequel est décidé à construire un puits, Jean de Florette fait exploser de la dynamite dans la terre. Porté par son enthousiasme, il se précipite vers le trou sans attendre que la roche, projetée dans les airs, soit bien retombée. L'une des pierres l'ayant atteint à la tête, le bossu meurt. Le Papet et Ugolin deviennent donc propriétaires des Romarins. Après avoir feint de chercher la source, ils en débouchent l'orifice, sans se douter que la petite Manon les a vus. Horrifiée, elle s'enfuit en courant.

## Fiche technique
Sauf indication contraire, les informations mentionnées dans cette section peuvent être confirmées par la base de données cinématographiques Unifrance,  présente dans la section « Liens externes ».
- Titre original : Jean de Florette
- Réalisation : Claude Berri, assisté de Xavier Castano et Pascal Baeumler
- Scénario : Claude Berri et Gérard Brach, d’après le roman éponyme de Marcel Pagnol
- Musique : Jean-Claude Petit
- Décors : Bernard Vézat
- Costumes : Sylvie Gautrelet
- Photographie : Bruno Nuytten
- Son : Pierre Gamet, Dominique Hennequin et Laurent Quaglio (ingénieurs) ; Éric Mauer (montage)
- Montage : Noëlle Boisson, Sophie Coussein, Hervé de Luze, Jeanne Kef, Arlette Langmann et Corinne Lazare
- Production : Claude Berri
- Coproduction : Gérard Depardieu et Alain Poiré
- Production exécutive : Pierre Grunstein
- Sociétés de production : DD Productions et Renn Productions ; Films A2 (coproduction) ; RAI et TSR (coproductions étrangères)
- Sociétés de distribution : AMLF (France) ; Frimaire (Suisse romande)
- Budget : 110 millions de francs (pour Jean de Florette et Manon des sources)[5]
- Pays de production :  France /  Suisse /  Italie
- Langue originale : français
- Format : couleur Technovision - Ratio : 2.35:1
- Genre : drame
- Durée : 121 minutes (version cinématographique) ; 2 x 66 minutes (version téléfilm en deux parties)
- Dates de sortie :
  - France : 27 août 1986
  - Suisse romande : 9 septembre 1986

## Distribution
- Yves Montand : César Soubeyran, dit « Le Papet »
- Gérard Depardieu : Jean Cadoret, dit « Jean de Florette »
- Daniel Auteuil : Ugolin Soubeyran, dit « Galinette »
- Élisabeth Depardieu : Aimée Cadoret, femme de Jean et mère de Manon
- Margarita Lozano : Baptistine, la « sorcière » italienne qui vit avec son mari dans une grotte
- Ernestine Mazurowna : Manon Cadoret, enfant
- Armand Meffre : Philoxène
- André Dupon : Pamphile, le menuisier
- Pierre Nougaro : Casimir
- Jean Maurel : Anglade, le croyant
- Roger Souza : Ange
- Didier Pain :  Eliacin, le brutal
- Pierre-Jean Rippert : Pascal, le fontainier
- Marc Betton : Martial
- Clément Cal : Méderic, le patron du bar
- Benedetto Bertino : Giuseppe
- Marcel Champel : Pique-Bouffigue
- Chantal Liennel : Amandine, la servante sourde de César Soubeyran
- Fransined : le fleuriste
- Marcel Berbert : le notaire
- Christian Tamisier : le docteur
- Jo Doumerg : le muletier

## Production

### Genèse et développement
En 1952, Marcel Pagnol réalise le film Manon des sources avec sa femme Jacqueline dans le rôle-titre. N'étant pas pleinement satisfait[réf. nécessaire], il développe, dix ans plus tard, l'histoire de Manon dans le diptyque L'Eau des collines : Jean de Florette (l'histoire du père de Manon, qui se déroule pendant l'enfance de celle-ci) et Manon des sources (dont la trame est très proche de celle du film). Claude Berri a tourné les deux adaptations simultanément et les a sorties à quelques semaines d'intervalle. La suite du film est donc Manon des sources.
La concrétisation du projet s'étale sur trois ans. En 1984, Claude Berri et Gérard Brach s'attellent à l'écriture du scénario et les repérages sont réalisés. Après huit mois de tournage en 1985, le montage des deux films et la préparation de leur sortie en salles s'étalent sur l'année 1986.

### Attribution des rôles

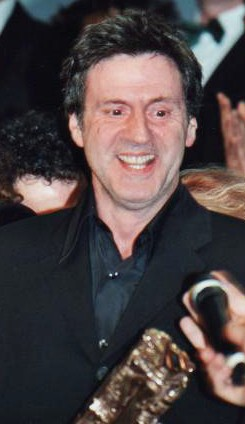
Daniel Auteuil en 2000, avec son second César du meilleur acteur, pour La Fille sur le pont.

Pour le rôle d'Ugolin, Claude Berri envisage Coluche, dont il a révélé les talents dramatiques dans son film Tchao Pantin, mais l'acteur refuse l'offre car il s'estime illégitime à jouer un personnage ayant l'accent du sud et demande alors un cachet trop élevé. Il n'est, finalement, pas retenu. Jacques Villeret est également pressenti pour jouer le rôle d'Ugolin mais, sur les conseils de Simone Signoret, Yves Montand suggère un acteur au jeu vif pour donner la réplique au vieux Papet et c'est finalement Daniel Auteuil qui obtient le rôle.
Au départ, Claude Berri sous-estime alors Daniel Auteuil, qu'il pense être incapable de jouer autre chose que les comédies potaches qui l'ont rendu célèbre, mais celui-ci tient tant au rôle d'Ugolin qu'il retrouve son accent provençal de ses jeunes années et se présente sur le plateau dans une apparence délibérément négligée afin de mieux coller au personnage, ce qui plaît à Claude Berri.

### Tournage
Le tournage se déroule dans les collines du village de Riboux dans le Var, à Mirabeau dans le Luberon, ainsi qu'à Ansouis, à la Chapelle Saint-Joseph de Vaugines dans le département de Vaucluse et enfin à Sommières dans le Gard.

### Musique
Jean-Claude Petit compose la bande originale de Jean de Florette. Il tire le thème de l'ouverture de l'opéra La Force du destin de Giuseppe Verdi et intègre à ses musiques l'harmonica de Toots Thielemans. Nino Rota s'est déjà inspiré de cette œuvre de Verdi dans sa composition pour Le Parrain (1972),.
Liste de pistes
1. Jean de Florette (2:48)
2. Les oeillets / L'eau (2:43)
3. Le corbillard (1:06)
4. Les pieds dans l'eau / Florette (2:48)
5. Les lapins / L'Australie (1:13)
6. L'arrivée / Les graines (3:57)
7. Le plus dur est fait / Les artistes (2:44)
8. L'orage (3:21)
9. Baptistine / Les Romarins (3:37)
10. La sécheresse / L'accident (3:27)
11. L'enterrement (1:29)
12. Le miel (1:07)
13. Générique fin (3:33)

## Accueil

### Box-office
| Titre             | Box-office France | Box-office États-Unis | Box-office Espagne |
| Années            | 1986              | 1987                  |                    |
| ----------------- | ----------------- | --------------------- | ------------------ |
| Jean de Florette  | 7 223 657 entrées | 1 263 700 entrées     | 27 687 entrées     |
| Manon des sources | 6 645 117 entrées | 1 007 800 entrées     | 17 509 entrées     |

## Distinctions
Sauf indication contraire, les informations mentionnées dans cette section peuvent être confirmées par les bases de données cinématographiques IMDb et Allociné,  présentes dans la section « Liens externes ».

### Récompenses
- Prix de l'Académie nationale du cinéma 1986 : meilleur film pour Claude Berri
- César 1987 : Meilleur acteur pour Daniel Auteuil (dans Jean de Florette et Manon des sources)
- British Academy Film Awards 1988 :
  - Meilleur film
  - Meilleur acteur dans un second rôle pour Daniel Auteuil
  - Meilleur scénario adapté pour Claude Berri et Gérard Brach
- London Film Critics Circle Awards 1988 : meilleur film étranger

### Nominations
- César 1987 :
  - Meilleur film
  - Meilleur réalisateur pour Claude Berri
  - Meilleur scénario original ou adaptation pour Gérard Brach
  - Meilleure musique pour Jean-Claude Petit
  - Meilleure photo pour Bruno Nuytten
  - Meilleur son pour Laurent Quaglio
  - Meilleure affiche pour Michel Jouin
- British Academy Film Awards1988 :
  - Meilleur réalisateur pour Claude Berri
  - Meilleur acteur pour Gérard Depardieu
  - Meilleur acteur pour Yves Montand
  - Meilleure direction artistique pour Bernard Vézat
  - Meilleurs maquillages et coiffures
  - Meilleure photographie pour Bruno Nuytten
  - Meilleur film en langue étrangère

## Produit dérivé
Le 13 septembre 2017 paraissent les DVD et Blu-Ray d'un nouveau coffret version restaurée 4 K à partir du négatif original sous la supervision de Bruno Nuytten et Pathé.

## Autour du film
- Le couple Cadoret à l'écran est interprété par Élisabeth et Gérard Depardieu, époux à la ville à l'époque du tournage.
- De nombreuses scènes des deux films dans leur version finale sortie en VHS et DVD ont été coupées : pendant le souper au début, Ugolin parle des années militaires en Afrique du Papet, le début du rasage de Pique-Bouffigue, le dialogue sur les lapins qui « grimpent aux arbres et broutent des forêts entières » entre Jean et Ugolin et la scène où Jean joue de l'harmonica tandis que sa femme chante et que Manon danse avec les chèvres, tous espionnés par le Papet qui avoue dans la scène suivante à Ugolin qu'ils sont des artistes qui auraient beaucoup de succès dans les fêtes de village ou dans un cirque.
- La culture des œillets, dans laquelle Ugolin se lance pour gagner de l'argent, fait écho à un épisode de la vie de Marcel Pagnol : sous l'occupation, il réemploie le personnel de ses studios comme ouvriers horticoles pour la culture d'œillets, sur son domaine de l'Étoile à La Gaude, afin de leur éviter le Service du travail obligatoire en Allemagne.
- Le film lance un regain d'intérêt pour l'œuvre de Marcel Pagnol. Sur le même principe, en 1990, Yves Robert réalise le diptyque La Gloire de mon père / Le Château de ma mère. En 1999 sort Le Schpountz de Gérard Oury, remake du film du même nom sorti en 1938. Dans les années 2010, Daniel Auteuil réalise et interprète le film La Fille du puisatier, adapté du film du même nom de Pagnol, puis le diptyque Marius et Fanny, reprenant la trilogie marseillaise (sans pouvoir adapter César).
- Fils de Claude Berri, Thomas Langmann a pour modèle Jean de Florette et Manon des sources lorsqu'il divise en deux films sa production consacrée au criminel Jacques Mesrine, L'Instinct de mort et L'Ennemi public no 1[13].

## Analyse
« Les deux sentiments qui dominent l'histoire sont, d'une part, l’avidité et l'anxiété de possession d'Ugolin et de Papet et, d'autre part, la passion ingénue de la terre et de la campagne qui anime Jean. Au lyrisme de ce sentiment qui rend le personnage si privé de défense, s'oppose la méchanceté enracinée chez les deux paysans (presque une Némésis du monde de la campagne contre celui de la ville), qui épient, contrôlent, attendent comme des vautours et favorisent l'échec du citadin. Les intrigues mesquines des deux paysans, soigneusement dissimulées, pèsent de tout leur poids sur la luminosité des paysages champêtres, la beauté des bois et des collines. Plus Jean se laisse prendre par la passion de ses projets, plus il devient une figure tragiquement pathétique, soumise à la fausseté et à l'hypocrisie d'Ugolin, qui feint d'être son ami et du Papet, tirant les ficelles dans l'ombre. Depardieu exprime l'exubérance et le désespoir de Jean par la véhémence infatigable avec laquelle il se démène dans les espaces naturels qu'il croit connaître et dans la lumière naïve des regards d'une victime qui s'ignore. »

— Roberto Chiesi, critique de cinéma, dans sa biographie de Gérard Depardieu, 2005.

### Documentaire
- La Force du destin, l'aventure de Jean de Florette et Manon des sources, film de Jérôme Wybon, Pathé, 2017, 44 minutes (supplément des éditions vidéo).